# Graduate Texts in Physics
Die Graduate Texts in Physics (GTP) ISSN 1868-4513 (print/online) ist eine fortgeschrittene Lehr- und Fachbuchreihe in Physik des Springer Verlags. Die Serie kann als Pendant zu der bekannten Reihe Graduate Texts in Mathematics (GTM) verstanden werden. Das erste Buch als Teil der Reihe wurde 1981 veröffentlicht. Die Bücher sind vornehmlich in englischer Sprache verfasst. Es bestehen jedoch häufig deutsche Auflagen, wenn auch nicht als Teil der Serie.

## Editoren
Stand 2023 sind es:
- Kurt H. Becker
- Jean-Marc Di Meglio
- Sadri Hassani
- Morten Hjorth-Jensen
- Bill Munro
- Richard Needs
- William T. Rhodes
- Susan Scott
- H. Eugene Stanley
- Martin Stutzmann
- Andreas Wipf